# Clubul Sportiv Universitatea Craiova 2025-2026
Questa voce raccoglie le informazioni riguardanti il Clubul Sportiv Universitatea Craiova nelle competizioni ufficiali della stagione 2025-2026.

## Stagione
Nella stagione 2025-2026 l'Universitatea Craiova disputa il campionato di Liga I, dopo il terzo posto della stagione precedente.
Entra nelle competizioni europee al secondo turno di qualificazione della Conference League, dove sconfigge il Sarajevo. Al turno successivo ha la meglio dello Spartak Trnava solo ai tempi supplementari. Agli spareggi trova l'İstanbul Başakşehir.

## Divise e sponsor
Lo sponsor tecnico per la stagione 2025-2026 è Puma, mentre il main sponsor è Superbet.
| Casa | Trasferta | Terza divisa |

## Organigramma societario
Area direttiva
- Presidente del CdA: Mihai Rotaru
- Presidente onorario: Sorin Cârțu
- Direttore generale: Ovidiu Costeșin

Area organizzativa
- Direttore vendite e marketing: Sabin Hera
- Dipartimento giuridico: Aurel Fleancu
- Ticketing: Alin Chimigeru
- Ordine e sicurezza: Florin Cîrstea

Area comunicazione
- Ufficio stampa: Andrei Coadă-Nicolaescu
- Comunicazione e pubbliche relazioni: Răzvan Iova

Area sportiva
- Direttore sportivo: Mário Felgueiras
- Direttore del settore giovanile: Lucian Pretorian
- Head of scouting: Silviu Bogdan
- Team manager: Lucian Pretorian

Area tecnica
- Allenatore: Mirel Rădoi
- Allenatori in seconda: Ionuț Stancu, Mihai Ianovschi
- Allenatore dei portieri: Robert Tufiși
- Analista video: Denis Rădoi
- Preparatore atletico: Horațiu Baciu

Area sanitaria
- Medico sociale: Claudiu Stamatescu
- Fisioterapisti: Ion Vasilachi, Marius Minae, Thiago Joana, Andrei Bogățan, Radu Rinderu
- Magazzinieri: Florian Vlad, Ion Dinu

## Rosa
Rosa e numerazione aggiornate al 5 agosto 2025.
| N. |                               | Ruolo | Calciatore               |
| -- | ----------------------------- | ----- | ------------------------ |
| 1  | Romania (bandiera)            | P     | Silviu Lung Jr.          |
| 2  | Romania (bandiera)            | D     | Florin Ștefan            |
| 3  | Ucraina (bandiera)            | D     | Oleksandr Romančuk       |
| 4  | Romania (bandiera)            | C     | Alexandru Crețu          |
| 5  | Georgia (bandiera)            | C     | Anzor Mekvabishvili      |
| 6  | Romania (bandiera)            | C     | Vladimir Screciu         |
| 7  | Cuba (bandiera)               | A     | Luis Paradela            |
| 8  | Romania (bandiera)            | C     | Tudor Băluță             |
| 9  | Palestina (bandiera)          | A     | Assad Al Hamlawi         |
| 10 | Romania (bandiera)            | A     | Ștefan Baiaram           |
| 11 | Romania (bandiera)            | D     | Nicușor Bancu (capitano) |
| 12 | Guinea Equatoriale (bandiera) | D     | Basilio Ndong            |
| 14 | Francia (bandiera)            | C     | Lyes Houri               |
| 15 | Croazia (bandiera)            | D     | Juraj Badelj             |
| 16 | Romania (bandiera)            | A     | Jovan Marković           |
| 17 | Costa Rica (bandiera)         | C     | Carlos Mora              |

| N. |                       | Ruolo | Calciatore         |
| -- | --------------------- | ----- | ------------------ |
| 18 | Romania (bandiera)    | A     | Mihnea Rădulescu   |
| 19 | Romania (bandiera)    | D     | Vasile Mogoș       |
| 20 | Romania (bandiera)    | C     | Alexandru Cicâldău |
| 21 | Romania (bandiera)    | P     | Laurențiu Popescu  |
| 23 | Portogallo (bandiera) | C     | Samuel Teles       |
| 24 | Serbia (bandiera)     | D     | Nikola Stevanović  |
| 25 | Romania (bandiera)    | D     | Darius Fălcușan    |
| 27 | Romania (bandiera)    | D     | David Barbu        |
| 29 | Romania (bandiera)    | C     | Luca Băsceanu      |
| 30 | Romania (bandiera)    | C     | David Matei        |
| 31 | Romania (bandiera)    | P     | Matei Goga         |
| 33 | Romania (bandiera)    | P     | Alexandru Glodean  |
| 36 | Romania (bandiera)    | D     | Florin Gașpăr      |
| 39 | Francia (bandiera)    | A     | Steven Nsimba      |
| 77 | Ucraina (bandiera)    | P     | Pavlo Isenko       |
| 97 | Romania (bandiera)    | A     | Andrei Ivan        |

## Calciomercato

### Sessione estiva(dall'1/7 al 30/9)
| Acquisti         | Acquisti           | Acquisti           | Acquisti      |
| R.               | Nome               | da                 | Modalità      |
| ---------------- | ------------------ | ------------------ | ------------- |
| P                | Pavlo Isenko       | Vorskla            | definitivo    |
| D                | Darius Fălcușan    | Empoli             | definitivo    |
| D                | Oleksandr Romančuk | Kryvbas Kryvyj Rih | definitivo    |
| D                | Nikola Stevanović  | Oțelul Galați      | definitivo    |
| D                | Florin Ștefan      | Sepsi              | definitivo    |
| C                | Tudor Băluță       | Śląsk Breslavia    | svincolato    |
| C                | Luca Băsceanu      | Farul Costanza     | definitivo    |
| C                | Alexandru Crețu    | Al-Wahda           | svincolato    |
| C                | David Matei        | CSA Steaua         | definitivo    |
| C                | Mihnea Rădulescu   | Petrolul Ploiești  | definitivo    |
| C                | Samuel Teles       | Oțelul Galați      | svincolato    |
| A                | Assad Al Hamlawi   | Śląsk Breslavia    | definitivo    |
| A                | Andrei Ivan        | Adanaspor          | fine prestito |
| A                | Jovan Marković     | Oțelul Galați      | fine prestito |
| A                | Steven Nsimba      | Aubagne            | svincolato    |
| Altre operazioni |                    |                    |               |
| R.               | Nome               | da                 | Modalità      |
| P                | David Lazar        | Gloria Buzău       | fine prestito |
| A                | Jalen Blesa        | Dinamo Batumi      | fine prestito |

| Cessioni         | Cessioni        | Cessioni       | Cessioni      |
| R.               | Nome            | a              | Modalità      |
| ---------------- | --------------- | -------------- | ------------- |
| P                | Relu Stoian     | Metalul Buzău  | svincolato    |
| D                | Florin Gașpăr   | Reșița         | prestito      |
| D                | Iago López      | CD Lugo        | svincolato    |
| D                | Denil Maldonado | Rubin Kazan    | definitivo    |
| D                | Basilio Ndong   |                | svincolato    |
| D                | Gjoko Zajkov    | Ajman          | svincolato    |
| C                | Mihai Căpățînă  | Ordabasy       | svincolato    |
| C                | Takuto Oshima   | Noah           | definitivo    |
| A                | Ștefan Bană     | Oțelul Galați  | prestito      |
| A                | Alexandru Ișfan | Farul Costanza | svincolato    |
| A                | Andrei Ivan     | Panserraikos   | svincolato    |
| A                | Jovo Lukić      | Univ. Cluj     | svincolato    |
| A                | Jovan Marković  | Farul Costanza | svincolato    |
| A                | Alisson Safira  | Santa Clara    | fine prestito |
| Altre operazioni |                 |                |               |
| R.               | Nome            | a              | Modalità      |
| P                | David Lazar     | Argeș Pitești  | svincolato    |
| D                | Marcus Păcurar  |                | svincolato    |
| A                | Jalen Blesa     | Cesena         | svincolato    |

## Risultati

### Liga I

#### Prima fase

##### Girone di andata
| Arbitro: | Marian Barbu |

|                                                 |           |                                          |
| Costache 81’ (rig.) Pospelov 90+4’ Roman 90+13’ | Marcatori | 13’ Romančuk 19’ (rig.) Baiaram 49’ Ivan |

| Arbitro: | Ionuț Coza |

|                                             |           |            |
| Sierra 16’ (aut.) Rădulescu 39’ Baiaram 52’ | Marcatori | 36’ Sadriu |

| Arbitro: | Marcel Bîrsan |

|                              |           |             |
| Al Hamlawi 87’ (rig.), 90+1’ | Marcatori | 32’ M.Silva |

| Arbitro: | Rareș Vidican |

|               |           |                               |
| Ilie 64’, 73’ | Marcatori | 20’, 55’ Nsimba 45’ Rădulescu |

| Arbitro: | Andrei Chivulete |

|              |           |  |
| Romančuk 31’ | Marcatori |  |

| Arbitro: | Vlad Băban |

|                |           |                 |
| Lung 3’ (aut.) | Marcatori | 11’, 69’ Nsimba |

| Craiova 23 agosto 2025, ore 17:00 EEST 7ª giornata | U Craiova | – referto | Petrolul Ploiești | Stadio Ion Oblemenco |

| Botoșani 30 agosto 2025, ore 17:00 EEST 8ª giornata | Botoșani | – referto | U Craiova | Stadio Municipal Botoșani |

| Craiova 13 settembre 2025, ore 17:00 EEST 9ª giornata | U Craiova | – referto | Farul Costanza | Stadio Ion Oblemenco |

| Galați 20 settembre 2025, ore 17:00 EEST 10ª giornata | Oțelul Galați | – referto | U Craiova | Stadio Oțelul |

| Craiova 27 settembre 2025, ore 17:00 EEST 11ª giornata | U Craiova | – referto | Dinamo Bucarest | Stadio Ion Oblemenco |

| Bucarest 4 ottobre 2025, ore 17:00 EEST 12ª giornata | FCSB | – referto | U Craiova | Arena Națională |

| Craiova 18 ottobre 2025, ore 17:00 EEST 13ª giornata | U Craiova | – referto | Unirea Slobozia | Stadio Ion Oblemenco |

| 25 ottobre 2025, ore 17:00 EEST 14ª giornata | Metaloglobus | – referto | U Craiova |  |

| Craiova 1 novembre 2025, ore 17:00 EET 15ª giornata | U Craiova | – referto | Rapid Bucarest | Stadio Ion Oblemenco |

##### Girone di ritorno
| Craiova 8 novembre 2025, ore 17:00 EET 16ª giornata | U Craiova | – referto | UTA Arad | Stadio Ion Oblemenco |

| 22 novembre 2025, ore 17:00 EET 17ª giornata | Argeș Pitești | – referto | U Craiova |  |

| Cluj-Napoca 29 novembre 2025, ore 17:00 EET 18ª giornata | U Cluj | – referto | U Craiova | Cluj Arena |

| Craiova 6 dicembre 2025, ore 17:00 EET 19ª giornata | U Craiova | – referto | CFR Cluj | Stadio Ion Oblemenco |

| Sibiu 13 dicembre 2025, ore 17:00 EET 20ª giornata | Hermannstadt | – referto | U Craiova | Stadio Municipal Sibiu |

| Craiova 20 dicembre 2025, ore 17:00 EET 21ª giornata | U Craiova | – referto | Csíkszereda | Stadio Ion Oblemenco |

| Ploiești 17 gennaio 2026, ore 17:00 EET 22ª giornata | Petrolul Ploiești | – referto | U Craiova | Stadio Ilie Oană |

| Craiova 24 gennaio 2026, ore 17:00 EET 23ª giornata | U Craiova | – referto | Botoșani | Stadio Ion Oblemenco |

| Ovidiu 31 gennaio 2026, ore 17:00 EET 24ª giornata | Farul Costanza | – referto | U Craiova | Stadio Viitorul |

| Craiova 4 febbraio 2026, ore 17:00 EET 25ª giornata | U Craiova | – referto | Oțelul Galați | Stadio Ion Oblemenco |

| Bucarest 7 febbraio 2026, ore 17:00 EET 26ª giornata | Dinamo Bucarest | – referto | U Craiova | Stadio Arcul de Triumf |

| Craiova 14 febbraio 2026, ore 17:00 EET 27ª giornata | U Craiova | – referto | FCSB | Stadio Ion Oblemenco |

| 21 febbraio 2026, ore 17:00 EET 28ª giornata | Unirea Slobozia | – referto | U Craiova |  |

| Craiova 28 febbraio 2026, ore 17:00 EET 29ª giornata | U Craiova | – referto | Metaloglobus | Stadio Ion Oblemenco |

| Bucarest 7 marzo 2026, ore 17:00 EET 30ª giornata | Rapid Bucarest | – referto | U Craiova | Stadio Rapid-Giulești |

### UEFA Conference League

#### Fase di qualificazione
| Arbitro: | Dmytro Panchyshyn |

|                              |           |              |
| Kyeremeh 10’ Guliashvili 20’ | Marcatori | 69’ Romančuk |

| Arbitro: | Daniyar Sakhi |

|                                       |           |  |
| Al Hamlawi 51’, 79’, 83’ Cicâldău 68’ | Marcatori |  |

| Arbitro: | Joonas Jaanovits |

|                                     |           |  |
| Baiaram 51’ Al Hamlawi 54’ Mora 81’ | Marcatori |  |

| Arbitro: | Stuart Attwell |

|                                                    |           |                                     |
| Kratochvíl 36’ Nwadike 63’ Azango 68’ Kudlička 80’ | Marcatori | 32’ Baiaram 101’ Băluță 117’ Nsimba |

## Statistiche

### Statistiche di squadra
Statistiche aggiornate al 5 agosto 2025 (Liga I esclusa).
| Competizione      | Competizione  | Punti | In casa | In casa | In casa | In casa | In casa | In casa | In trasferta | In trasferta | In trasferta | In trasferta | In trasferta | In trasferta | Totale | Totale | Totale | Totale | Totale | Totale | DR |
| Competizione      | Competizione  | Punti | G       | V       | N       | P       | Gf      | Gs      | G            | V            | N            | P            | Gf           | Gs           | G      | V      | N      | P      | Gf     | Gs     | DR |
| ----------------- | ------------- | ----- | ------- | ------- | ------- | ------- | ------- | ------- | ------------ | ------------ | ------------ | ------------ | ------------ | ------------ | ------ | ------ | ------ | ------ | ------ | ------ | -- |
| Liga I            | Prima fase    |       |         |         |         |         |         |         |              |              |              |              |              |              |        |        |        |        |        |        |    |
| Cupa României     | Cupa României | -     |         |         |         |         |         |         |              |              |              |              |              |              |        |        |        |        |        |        |    |
| Conference League |               |       |         |         |         |         |         |         |              |              |              |              |              |              |        |        |        |        |        |        |    |
| Totale            | Totale        | -     |         |         |         |         |         |         |              |              |              |              |              |              |        |        |        |        |        |        |    |

### Andamento in campionato

#### Prima fase
| Giornata  | 1 | 2 | 3 | 4 | 5 | 6 | 7 | 8 | 9 | 10 | 11 | 12 | 13 | 14 | 15 | 16 | 17 | 18 | 19 | 20 | 21 | 22 | 23 | 24 | 25 | 26 | 27 | 28 | 29 | 30 |
| --------- | - | - | - | - | - | - | - | - | - | -- | -- | -- | -- | -- | -- | -- | -- | -- | -- | -- | -- | -- | -- | -- | -- | -- | -- | -- | -- | -- |
| Luogo     | T | C | C | T | C | T | C | T | C | T  | C  | T  | C  | T  | C  | C  | T  | T  | C  | T  | C  | T  | C  | T  | C  | C  | C  | T  | C  | T  |
| Risultato | N | V | V | V | V | V |   |   |   |    |    |    |    |    |    |    |    |    |    |    |    |    |    |    |    |    |    |    |    |    |
| Posizione | 4 | 1 | 1 | 1 | 1 | 1 |   |   |   |    |    |    |    |    |    |    |    |    |    |    |    |    |    |    |    |    |    |    |    |    |

Legenda:

Luogo: C = Casa; T = Trasferta. Risultato: V = Vittoria; N = Pareggio; P = Sconfitta.

### Statistiche dei giocatori
Sono in corsivo i calciatori che hanno lasciato la società a stagione in corso.
Statistiche aggiornate al 5 agosto 2025.
| Giocatore        | Liga I   | Liga I | Liga I      | Liga I     | Cupa României | Cupa României | Cupa României | Cupa României | Conference League | Conference League | Conference League | Conference League | Totale   | Totale | Totale      | Totale     |
| Giocatore        | Presenze | Reti   | Ammonizioni | Espulsioni | Presenze      | Reti          | Ammonizioni   | Espulsioni    | Presenze          | Reti              | Ammonizioni       | Espulsioni        | Presenze | Reti   | Ammonizioni | Espulsioni |
| ---------------- | -------- | ------ | ----------- | ---------- | ------------- | ------------- | ------------- | ------------- | ----------------- | ----------------- | ----------------- | ----------------- | -------- | ------ | ----------- | ---------- |
| A. Al Hamlawi    | 0        | 0      | 0           | 0          | 0             | 0             | 0             | 0             | 0                 | 0                 | 0                 | 0                 | 0        | 0      | 0           | 0          |
| J. Badelj        | 0        | 0      | 0           | 0          | 0             | 0             | 0             | 0             | 0                 | 0                 | 0                 | 0                 | 0        | 0      | 0           | 0          |
| Ș. Baiaram       | 0        | 0      | 0           | 0          | 0             | 0             | 0             | 0             | 0                 | 0                 | 0                 | 0                 | 0        | 0      | 0           | 0          |
| N. Bancu         | 0        | 0      | 0           | 0          | 0             | 0             | 0             | 0             | 0                 | 0                 | 0                 | 0                 | 0        | 0      | 0           | 0          |
| D. Barbu         | 0        | 0      | 0           | 0          | 0             | 0             | 0             | 0             | 0                 | 0                 | 0                 | 0                 | 0        | 0      | 0           | 0          |
| T. Băluță        | 0        | 0      | 0           | 0          | 0             | 0             | 0             | 0             | 0                 | 0                 | 0                 | 0                 | 0        | 0      | 0           | 0          |
| L. Băsceanu      | 0        | 0      | 0           | 0          | 0             | 0             | 0             | 0             | 0                 | 0                 | 0                 | 0                 | 0        | 0      | 0           | 0          |
| A. Cicâldău      | 0        | 0      | 0           | 0          | 0             | 0             | 0             | 0             | 0                 | 0                 | 0                 | 0                 | 0        | 0      | 0           | 0          |
| A. Crețu         | 0        | 0      | 0           | 0          | 0             | 0             | 0             | 0             | 0                 | 0                 | 0                 | 0                 | 0        | 0      | 0           | 0          |
| D. Fălcușan      | 0        | 0      | 0           | 0          | 0             | 0             | 0             | 0             | 0                 | 0                 | 0                 | 0                 | 0        | 0      | 0           | 0          |
| F. Gașpăr        | 1        | 0      | 0           | 0          | 0             | 0             | 0             | 0             | 0                 | 0                 | 0                 | 0                 | 1        | 0      | 0           | 0          |
| A. Glodean       | 0        | 0      | 0           | 0          | 0             | 0             | 0             | 0             | 0                 | 0                 | 0                 | 0                 | 0        | 0      | 0           | 0          |
| M. Goga          | 0        | 0      | 0           | 0          | 0             | 0             | 0             | 0             | 0                 | 0                 | 0                 | 0                 | 0        | 0      | 0           | 0          |
| L. Houri         | 0        | 0      | 0           | 0          | 0             | 0             | 0             | 0             | 0                 | 0                 | 0                 | 0                 | 0        | 0      | 0           | 0          |
| P. Isenko        | 0        | 0      | 0           | 0          | 0             | 0             | 0             | 0             | 0                 | 0                 | 0                 | 0                 | 0        | 0      | 0           | 0          |
| A. Ivan          | 2        | 1      | 0           | 0          | 0             | 0             | 0             | 0             | 0                 | 0                 | 0                 | 0                 | 2        | 1      | 0           | 0          |
| S. Lung          | 0        | 0      | 0           | 0          | 0             | 0             | 0             | 0             | 0                 | 0                 | 0                 | 0                 | 0        | 0      | 0           | 0          |
| J. Marković      | 1        | 0      | 0           | 0          | 0             | 0             | 0             | 0             | 2                 | 0                 | 0                 | 0                 | 3        | 0      | 0           | 0          |
| D. Matei         | 0        | 0      | 0           | 0          | 0             | 0             | 0             | 0             | 0                 | 0                 | 0                 | 0                 | 0        | 0      | 0           | 0          |
| A. Mekvabishvili | 0        | 0      | 0           | 0          | 0             | 0             | 0             | 0             | 0                 | 0                 | 0                 | 0                 | 0        | 0      | 0           | 0          |
| V. Mogoș         | 0        | 0      | 0           | 0          | 0             | 0             | 0             | 0             | 0                 | 0                 | 0                 | 0                 | 0        | 0      | 0           | 0          |
| C. Mora          | 0        | 0      | 0           | 0          | 0             | 0             | 0             | 0             | 0                 | 0                 | 0                 | 0                 | 0        | 0      | 0           | 0          |
| B. Ndong         | 1        | 0      | 0           | 0          | 0             | 0             | 0             | 0             | 1                 | 0                 | 0                 | 0                 | 2        | 0      | 0           | 0          |
| S. Nsimba        | 0        | 0      | 0           | 0          | 0             | 0             | 0             | 0             | 0                 | 0                 | 0                 | 0                 | 0        | 0      | 0           | 0          |
| L. Paradela      | 0        | 0      | 0           | 0          | 0             | 0             | 0             | 0             | 0                 | 0                 | 0                 | 0                 | 0        | 0      | 0           | 0          |
| L. Popescu       | 0        | 0      | 0           | 0          | 0             | 0             | 0             | 0             | 0                 | 0                 | 0                 | 0                 | 0        | 0      | 0           | 0          |
| M. Rădulescu     | 0        | 0      | 0           | 0          | 0             | 0             | 0             | 0             | 0                 | 0                 | 0                 | 0                 | 0        | 0      | 0           | 0          |
| O. Romančuk      | 0        | 0      | 0           | 0          | 0             | 0             | 0             | 0             | 0                 | 0                 | 0                 | 0                 | 0        | 0      | 0           | 0          |
| V. Screciu       | 0        | 0      | 0           | 0          | 0             | 0             | 0             | 0             | 0                 | 0                 | 0                 | 0                 | 0        | 0      | 0           | 0          |
| N. Stevanović    | 0        | 0      | 0           | 0          | 0             | 0             | 0             | 0             | 0                 | 0                 | 0                 | 0                 | 0        | 0      | 0           | 0          |
| F. Ștefan        | 0        | 0      | 0           | 0          | 0             | 0             | 0             | 0             | 0                 | 0                 | 0                 | 0                 | 0        | 0      | 0           | 0          |
| S. Teles         | 0        | 0      | 0           | 0          | 0             | 0             | 0             | 0             | 0                 | 0                 | 0                 | 0                 | 0        | 0      | 0           | 0          |